# Псковска република
Псковска република (рус. Псковская республика), или Псковска кнежевина (рус. Псковское княжество), је била средњовековна држава на јужној обали језера Псков, названа по свом главном граду Пскову који се налазио на јужној обали језера Пејпус и 160 км југозападно од Великог Новгорода. Држава је постојала од 862. до 1230. године када је прикључена Републици Новгород. Од 1368. Псков је поново независан. Власт су преузели олигарси.

## Историја
Псковом су управљали принчеви из Новгородске републике све до половине 13. века. Након распада Кијевске Русије у 12. веку, град Псков са околним територијама дуж реке Великаје, језера Пеипус, Псковског језера и реке Нарве, постају део Новгородске републике сачувавши своју аутономију. Псковска република имала је водећу улогу у борби против Ливонског реда. У време Довмонта Псковског доживљава успон, а посебно након његове победе у бици код Раквере 1268. године. Новгородски бољари и формално су признали независност Пскова уговором у Болотову из 1348. године задржавајући право на бирање псковских посадника. Град Псков остао је зависан од Новгорода само у црквеним питањима све до 1589. године када је створена посебна епархија Псков.
Јачање веза са Великом московском кнежевином, привредни развој и спољно политички циљеви, учешће Пскова у бици на Куликовом пољу, успешне заједничке борбе против Тевтонских витезова и Велике кнежевине Литваније, створили су услове за елиминацију независне Републике Псков. Од 1399. године, Псков је вицекраљевина Москве са московским намесником (књазом). Године 1501. московска и псковска војска поражене су од стране Ливонског реда у бици на реци Серици, али је Псков издржао опсаду која је уследила. Василиј III Иванович је 1510. године објавио крај независности Пскова. Владајуће тело, Псковско веће, распуштено је и око 300 богатих породица је депортовано из града. Псков је постао други по величини град Велике московске кнежевине.